# Том Фокс
Том Фокс (на английски: Tom Fox) е писател на произведения в жанра исторически трилър.

## Биография и творчество
В продължение на години работи в академичните среди върху историята на християнската църква. Въз основа на опита си започва да пише трилъри.
Първият му роман „Dominus“ от едноименната поредица е издаден през 2015 г. Прикованият към инвалидна количка папа Григорий XVII е излекуван чудодейно от странен неугледен мъж по време на тържествена литургия във Ватиканската базилика, а след това чудесата продължават с други случаи. Журналистът Александър Трекио счита това за голяма конспирация и започва да разследва, но разкритията му може да доведат до неочаквани последици.
През 2017 г. е издаден трилърът му „Седмата заповед“ давайки начало на нова поредица. Получени са седем предсказания – седем пророчества, които вещаят масова смърт във Вечния град, а първата е, че реката ще потече кървава. Специалистката по акадски език Анджелина Кала и ватиканският експерт Бен Вердикс трябва спешно да намерят отговор истина ли са пророчествата, разкривайки лъжи, тайни и древни текстове.

## Произведения

### Серия „Dominus“ (Dominus)
- Genesis (2015) – електронна новела, предистория

1. Dominus (2015)
Dominus, изд.: ИК „Ибис“, София (2015), прев. Коста Сивов
2. Exodus (2016)

### Серия „Седмата заповед“ (Seventh Commandment)
- Delusion (2018) – електронна новела, предистория

1. The Seventh Commandment (2017)
Седмата заповед, изд.: ИК „Ибис“, София (2018), прев. Коста Сивов